# Kalevala (città)
Kalevala (in russo Калевала?; in careliano: Uhtuo) è un insediamento di tipo urbano della Russia situato nella Repubblica di Carelia. Appartiene al rajon Kaleval'skij del quale è il centro amministrativo. Dal XVI secolo fino al 1963 si chiamava Uchta.
L'insediamento si trova sulla sponda settentrionale del lago Srednee Kujto, alla foce del fiume Uchta.